# Od višine se zvrti (album)
Od višine se zvrti je tretji studijski album slovenske rock skupine Martin Krpan, izdan leta 1987. Na albumu se nahaja največja uspešnica skupine »Od višine se zvrti«, ki jo je v živo izvajala tudi skupina Siddharta.
V zadnjih letih je postala sporna pesem Sovražnik ne spi, saj je kopija Sanctify Yourself skupine Simple Minds, čeprav se je Klinar podpisal kot avtor.

## Seznam pesmi
Vsa besedila je napisal Vlado Kreslin.
| Stran A | Stran A                                      | Stran A               | Stran A |
| Št.     | Naslov                                       | Pisec                 | Dolžina |
| ------- | -------------------------------------------- | --------------------- | ------- |
| 1.      | „Je v Šiški še kaj odprtega?‟                | Kreslin               | 3:19    |
| 2.      | „Njen trenutek prihaja‟                      | Aleš Klinar • Kreslin | 2:57    |
| 3.      | „Še je čas‟                                  | Klinar                | 4:43    |
| 4.      | „Kdo je ta pravi?‟                           | Klinar                | 3:24    |
| 5.      | „Mi nikol' ne tarnamo, mi nikol' ne dvomimo‟ | Klinar                | 2:53    |

| Stran B | Stran B                     | Stran B             | Stran B |
| Št.     | Naslov                      | Pisec               | Dolžina |
| ------- | --------------------------- | ------------------- | ------- |
| 6.      | „Kar je staro, se novo zdi‟ | Kreslin             | 3:35    |
| 7.      | „To ni političen song‟      | Klinar • Mark Čuček | 3:37    |
| 8.      | „Sovražnik ne spi‟          | Klinar              | 4:12    |
| 9.      | „Od višine se zvrti‟        | Klinar              | 5:55    |

## Zasedba

### Martin Krpan
- Vlado Kreslin — vokal, akustična kitara, orglice
- Aleš Klinar — vokal, klaviature
- Mark Čuček — električna kitara
- Tomaž Sršen — bas kitara
- Dadi Kašnar — bobni, perkusija

### Ostali
- Silvo Belcijan — oblikovanje ovitka